# Георги Хазнатарски
Георги (Гога, Гогата) Стоянов, наречен Хазнатарски или Полски, е български революционер, деец и околийски войвода на Вътрешната македоно-одринска революционна организация и на Вътрешната македонска революционна организация. 

## Биография
Георги Хазнатарски е роден в село Хазнатар, днес Хрисохорафа, Гърция. Влиза във ВМОРО и става четник. Привърженик е на крилото на Яне Сандански и е познат с Тодор Паница. Организира заедно с Лазар Кунгалов, Тома Радовски и Никола Киримов–Гоцето пренасянето на тялото на убития Яне Сандански от местността „Блатата“.
След възстановяването на организацията след Първата световна война става войвода. Заедно с Андон Качарков и Иван Келпеков води сражения в Костурско, Леринско и Воденско. Приближен е на Алеко Василев.
След войната Алеко Василев създава в Пиринска Македония военна организация, която от началото на 1920 година се слива с възстановената ВМРО. Алеко Василев е петрички окръжен войвода и пълномощник на Централния комитет на ВМРО за Серски, Струмишки и Солунски революционен окръг. Групови началници в окръжната чета на Алеко паша са Тома Радовски, Митьо Илиев и Стефан Кръстев – Пиперката, а Георги Хазнатарски и Ангел Коларов са помощник окръжни войводи на Алеко Василев.
На 1-2 септември 1924 година участва в Серския конгрес на ВМРО, като делегат от Сярска околия.
След убийството на Алеко Василев в Горна Джумая на 12 септември 1924 г., успява да избяга във Виена с Тома Радовски, Иван Коджабашиев, братята Димитър Хаджиев и Никола Хаджиев. 
Тома Радовски и Георги Хазнатарски са били натоварени за убийството на водача на федералистите Тодор Паница. Проследявали са го до Солун, обаче не успели да извършат убийството, но са донесли кои хора са придружавали Паница. През 1925 година на Тома Радовски и Георги Хазнатарски, ведно с Менча Кърничева на ново са им поставили задача за извършване убийството на Тодор Паница в град Виена – което и извършили.
Във връзка с убийството на Тодор Паница във Виена през 1925 г. е проверяван и Гогата Хазнатарски по информация за още стрелци по Паница от други ложи на театъра. Дълго време в Държавна сигурност са работили по информацията, че Тома Радовски и Георги Хазнатарски също са участвали в стрелбата в подкрепа на Менча Кърничева. За австрийската полиция е било малко вероятно едно слабо и болнаво девойче да извърши убийство от такъв мащаб. Тома Радовски и Георги Хазнатарски се прибират с параход по Дунав в България. Хазнатарски донася в Чучулигово първото дръвче липа от Виена. Сега цялото село и съседните села имат големи липи. По въпроса за убийството на Тодор Паница във Виена Иван Михайлов не дава никакви подробности, единствено отбелязва, че за пред съда във Виена са били подготвени да дадат показания неврокопския турчин Шех Сали ефенди и бившите санданисти Гогата Полски, Таско Стоилков и Георги Поцков. От написаното не става ясно дали тези подготвени свидетели са били във Виена или не. „Уместно е да споменем кои бяха лицата, готови да свидетелствуват срещу Паница, които Виенският съд не допусна.“ По-долу за Гогата Полски, който всъщност е Гогата Хазнатарски, Иван Михайлов отбелязва следното: „Гогата Полски от с. Хазнатар, Серско. Като някогашен санданист и познат на Паница, дал би верни черти за делата му. Гогата е бивал и нелегален в турско време, а по-късно и войвода.“
Обкръжението на Георги Хазнатарски се влива в структурите на Иван Михайлов,поради техния личен контакт и предишно добро познанство.Тома Радовски, Христо Радовски, Иван Радовски, Марко Радовски и Лазар Кунгалов също минават на страната на ВМРО – Иван Михайлов. 
Тома Радовски и Гогата Хазнатарски като влиятелни още от преди са били натоварени от организацията на Иван Михайлов да организират михайловистки организации в околията, даже са стигнали до там, че са командвали и по големи въпроси. Същите са обърнали Чучулигово на втори център в осъждането на лица, противници на ВМРО – Иван Михайлов.
Георги Хазнатарски и съпругата му Вангелия се установяват в с. Чучулигово, Петричко. Той умира в селото през 1941 г., погребан е в град Петрич.

## Семейство
Неговата съпруга се казва Вангелия. Тяхното семейство е отгледало пет деца – четири дъщери и един син. Първата дъщеря е Георгица – омъжена за Андон от Петрич. Раждат им се шест сина – Георги, Янко, Костадин, Илия, Славчо и Александър. Петра е втората сестра, омъжена е за Трайко от Петрич. Отгледали са четири деца – Вангелия, Кирил, Михаил и Георги. Третата дъщеря на Хазнатарски е Вангелия. Тя е омъжена в Петрич за Илия. Стоянка е четвъртата дъщеря, омъжена за Георги Ангелов от Чучулигово. Имат две дъщери – Лиляна и Любка. Най-малкoто дете на Хазнатарски е неговия син Иван. Той е женен в София за Деспалина, има две деца – Георги и Евелина. Преподобна Стойна и Гогата Хазнатарски са първи братовчеди, и двамата са родом от Хазнатар.